# Sint-Cyriacuskerk (Niederau)
De monumentale Sint-Cyriacuskerk is een rooms-katholiek kerkgebouw in Niederau, een stadsdeel van Düren in de Duitse deelstaat Noordrijn-Westfalen.

## Geschiedenis
De oorsprong van de oude kerk lag in de 12e eeuw. De huidige neogotische kerk werd in 1905 gebouwd. Met een hoogte van 58 meter is de kerktoren een van de hoogste in de omgeving. Het gebouw betreft een drieschepige basiliek met een transept en een westelijke toren. Het met leien bedekte dak heeft een slanke dakruiter boven de viering.
Uit de oude parochiekerk stamt het barokke altaar en het rococo-gestoelte. Het huidige orgel werd in 1963 door de firma Josef Weimbs Orgelbau uit Hellenthal gebouwd ter vervanging van het oorspronkelijke orgel uit 1911. Het instrument werd in oktober 1997 gerestaureerd.
Tot ontzetting van de bevolking deelden de pastoor van de Sint-Lucasparochie en de werkgroep Kirchliches Immobilienmanagement in 2012 mee dat het gerestaureerde kerkgebouw gesloten zou worden voor de normale erediensten. De kerk is niet afgestoten, maar werd als begrafeniskapel heringericht. De aanleiding hiervoor was het dalende kerkbezoek in de gemeente. De kerk heeft hierna de nieuwe naam Graf- en Opstandingskerk gekregen. Opvallend is, dat er in het gebouw ruimte is voor meer dan duizend urnen; blijkbaar staat de lokale katholieke geestelijkheid positief tegenover lijkbezorging door middel van crematie.
In de nacht van 11 op 12 januari 2013 werd er bij de kerk ingebroken. Het lukte de dieven slechts om een offerblok open te breken. De teleurstelling bij de dieven zal echter groot geweest zijn, want het offerblok was de dag tevoren net geleegd. De totale schade van de inbraak en de aangebrachte vernielingen bedroegen naar schatting ettelijke duizenden euro's.